# Alessia Russo
Alessia Russo (Maidstone, 1999. február 8. –) világbajnoki ezüstérmes, Európa-bajnok angol női válogatott labdarúgó, az Arsenal támadója.

## Pályafutása
Carol és Mario Russo gyermekeként született Maidstone-ban. Szicíliai nagyapja az 50-es években telepedett le Angliában. Sportszerető családban nőtt fel, ahol édesapja és fiatalabb bátyja amatőr labdarúgóként vált ismertté Molesey és Ramsgate futballpályáin, míg idősebb bátyja atletizált a 20 éven aluli angol válogatottban.
A Bearsted FC U10-es lánycsapatában kezdte a labdarúgást, majd a Londonba került a Charlton Athletic akadémiájára, ahol Casey Stoney gyerek kísérőjeként is szerepet vállalt. A maidstone-i St Simon Stock Katolikus Iskolában több sportágban is kipróbálta magát és a labdarúgás mellett tapasztalatokat szerzett atlétikában, terepfutásban és krikettben egyaránt.
2016-ban a Chelsea gárdájával nem tudta összeegyeztetni a hosszú utazásokat tanulmányaival, így az akkor másodosztályú Brighton & Hove Albionhoz távozott néhány mérkőzés erejéig, mielőtt az Egyesült Államokban folytatta tanulmányait. Észak-Karolinában a Chapel Hill-i egyetem Sporttudományi Intézetében szerzett diplomát, ahol csapattársa Lotte Wubben-Moy volt egy évig szobatársa.

### Klubcsapatokban

#### Manchester United
Egyetemi éveit követően visszatért Angliába és gyermekkora kedvenc együtteséhez a Manchester Unitedhez írt alá két évre.

#### Arsenal
A Unitednél lejárt szerződését nem hosszabbította meg, így szabadlistán került az Arsenal keretéhez.

### A válogatottban
14 éves korától minden korosztályban pályára lépett a nemzeti válogatottban. Az U17-esekkel 2016-ban Európa-bajnoki, míg az U20-asokkal 2018-ban világbajnoki bronzérmet szerzett. A felnőttek között 2020. március 11-én mutatkozhatott be Kolumbia ellen. 2022-ben a hazai rendezésű Európa-bajnokságon négy góljával segítette csapatát az Európa-bajnoki címhez, melyekből a svédek ellen szerzett találatát Puskás-díjra jelölték. A 2023-as világbajnokságon három alkalommal talált be ellenfelei hálójába és világbajnoki ezüstéremmel gazdagodott.

## Sikerei

### Klubcsapatokban
NCAA bajnok (2):
- North Carolina Tar Heels (2): 2017, 2019

### A válogatottban
Anglia
- Európa-bajnok: 2022, 2025
- Világbajnoki ezüstérmes: 2023
- Finalissima győztes: 2023
- U20-as világbajnoki bronzérmes: 2018[7]
- U17-es Európa-bajnoki bronzérmes: 2016[8]
- SheBelieves-kupa győztes (1): 2019[9]
- SheBelieves-kupa bronzérmes (1): 2020[10]
- Arnold Clark-kupa győztes (2): 2022,[11] 2023[12]